# Cala Liberotto
Cala Liberotto è una frazione del comune di Orosei (NU), distante circa 12 km dal centro comunale e circa 2 km dalla frazione di Sos Alinos (dalla quale comunque non è nettamente delimitata). È principalmente una località balneare che si caratterizza per l'alternanza di spiagge e costa rocciosa. Gran parte di Cala Liberotto occupa una pineta piantata a partire dagli anni '50, ma sopravvive anche l'autoctona macchia mediterranea. Cala Liberotto è costituita da case vacanza private, campeggi, residence, alberghi e B&B. L'area è servita, per lo più solo stagionalmente (da aprile a ottobre), da alcuni esercizi commerciali (supermercati, ristoranti, pizzerie, gelaterie, bar) e alcune imprese offrono esperienze sportive o ricreative (windsurf, QUaD, equitazione, escursioni marine). Le spiagge sono generalmente ad accesso libero, ma alcune ospitano concessioni private delle attività di accoglienza e altre piccoli stabilimenti.

## Storia
Nel 1950 iniziarono anche a Orosei i lavori - finanziati dalla Regione e dalla Cassa del Mezzogiorno - per adempiere alla Legge sulla bonifica integrale del 1933, con interventi di piantumazione delle coste per la riduzione del surrenamento e la protezione dei terreni agricoli più vicini al mare. Come nel resto della costa oroseina, anche le pinete di Cala Liberotto sono caratterizzate da Pinus pinea non autoctono, che ha creato un nuovo ecosistema. Per questa ragione le pinete, prima inesistenti, necessitano di continua manutenzione.
È noto che l'area era principalmente costituita da una larga estensione di terreni comunali che, nel corso del XX secolo sono stati progressivamente venduti ai privati, in un duplice piano di sviluppo urbanistico-turistico e di risanamento delle casse comunali. In particolare, dagli anni cinquanta in poi l'area si è maggiormente sviluppata come centro turistico.

## Monumenti e luoghi di interesse

### Luoghi di interesse naturalistico
Nella frazione di Cala Liberotto sono presenti le seguenti e diverse località di elevato pregio ambientale e naturalistico, oltre che turistico e balneare: Biderrosa (macchia mediterranea, spiagge e stagno), Cala Ginepro (macchia mediterranea, pineta e spiagge), Sa Curcurica (macchia mediterranea, spiagge e vasta zona umida) e Sa Mattanosa (macchia mediterranea, pineta e spiagge).